# Abdulaziz Karim
Abdulaziz Karim (Mesaieed, 20 dicembre 1979) è un ex calciatore qatariota, di ruolo centrocampista.

## Carriera

### Club
Ha sempre giocato nel campionato qatariota.

### Nazionale
Con la maglia della nazionale ha partecipato alla Coppa d'Asia nel 2004.